# زبان ارمنی

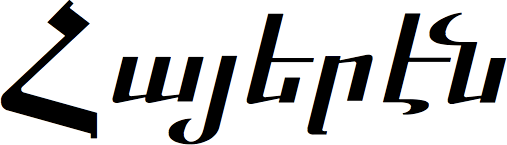
زبان ارمنی

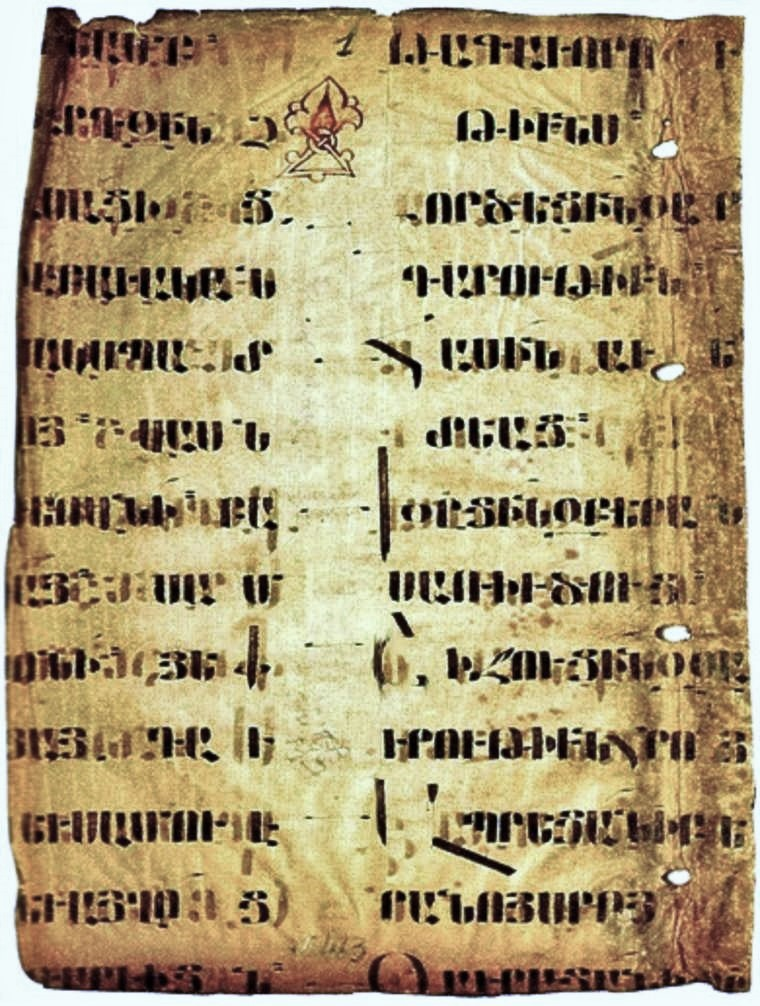
نسخهٔ خطی ارمنی متعلق به زمانی میان سده پنجم و ششم میلادی

زبان ارمنی (ارمنی: Հայերեն;‌‌هایِرِن) یکی از زبان‌های هندواروپایی است که در منطقهٔ قفقاز و به‌ویژه در کشور ارمنستان و آرتساخ و سایر کشورهای دیگر که ارمنیان به عنوان جماعت ارمنیان پراکنده شناخته می‌شوند به آن صحبت می‌کنند.
ارمنیان تا پایان سدهٔ چهارم میلادی از خط سریانی یا یونانی استفاده می‌کردند و از این‌ رو ادبیات و تاریخ آنان به خط و زبانی غیرارمنی نوشته می‌شود. پس از رسمیت یافتن دین مسیح در ارمنستان و مسیحی شدن ارمنیان، چون کتاب مقدس این دین به زبان یونانی یا سریانی بود، در مراسم مذهبی کلیساها نیز به این زبان‌ها سخن گفته می‌شد. در برخی کلیساها کتاب مقدس را هنگام مراسم به زبان ارمنی ترجمه و تفسیر می‌کردند و برای حضار بازگو می‌کردند.
حروف خط ارمنی نخستین بار به کوشش و مجاهدت یک روحانی ارمنی به نام مسروب ماشتوتس، که با زبان‌های یونانی و زبان پارتی و زبان پارسی میانه (در دورهٔ ساسانی) آشنایی کامل داشت، اختراع شد.

## زبان ارمنی
در گذشته جایگاه زبان ارمنی نامعین بود و به گفتهٔ «روبرت آفوکس» بزرگ‌ترین اشتباه دانشمندان این بود که برای تعیین جایگاه زبان ارمنی در خانوادهٔ زبان‌ها، فقط به مجموعه واژگان این زبان استناد می‌کردند.
نظریهٔ رایجِ آن زمان این بود که زبان ارمنی یکی از زبان‌های ایرانی است.
تحول زبانی عوامل گوناگونی دارد که در خصوص زبان ارمنی می‌توان آن‌ها را از این ‌قرار برشمرد:
- اول، تحول‌های داخلی که از راه طبیعی صورت می‌گیرد و نتیجهٔ تکامل و ترقی زبان است.
- دوم، تحول‌های خارجی که بخش عمدهٔ آن با وام‌گیری انجام می‌شود و نتیجهٔ عوامل خارجی است.
- سوم، تحول‌های کوچکی است که به دست افراد صورت می‌گیرد و حاصل نوآوری‌های ادبی است.

این تحولات سه‌گانهٔ زبان ارمنی به تاریخ سیاست‌های ملی، تاریخ ادبیات و تاریخ سیاسی ملت ارمنی مربوط می‌شود.
نظریهٔ ایرانی بودن زبان ارمنی در سه ربع اولِ سدهٔ نوزدهم در اروپا حاکم بود و دانشمندانی مانند
راسموس راسک، «اوگوست اشلایشر» (که البته بعدها از این نظریه انصراف داد)، و «فرانتس بپ» آن را مطرح کرده ‌بودند و «هاینریش هوبشمان»، دانشمند و زبان‌شناس نام‌دار، در مقاله‌ای با عنوان «موقعیت زبان ارمنی در میان زبان‌های هندواروپایی» (که در ۱۸۷۷ م منتشر کرد)، این نظریه را تغییر داد.
«آنان که بر شباهت‌های واژگان دو زبان انگشت می‌نهادند، نیندیشیده‌ بودند که امکان دارد این همانندی در نتیجهٔ وام‌گیری واژه‌ها صورت گرفته‌ باشد و بطورعملی، هیچ‌گونه روشی برای بررسی این امکان پیشنهاد نکرده‌ بودند. هوبشمان با قراردادن ویژگی‌های بنیادین نظام‌های آوایی زبان‌های ایرانی و ارمنی در جدول‌ها، توانست روشن کند که واژهٔ موردنظر ارمنی اصیل یا وام‌واژهٔ ایرانی است.
نتیجه‌گیری نهاییِ هوبشمان ازاین‌قرار بود که زبان ارمنی یک گویش ایرانی نیست، بلکه شاخه‌ای مستقل از گروه زبان‌های هندواروپایی است. به عبارت دیگر، زبان ارمنی نیز، مانند زبان‌های ایرانی، شاخه‌ای متمایز از یک زبانِ مادر است، و امروزه این نظریه را همهٔ دانشمندانی که در رشتهٔ زبان‌شناسی تطبیقی پژوهش می‌کنند، پذیرفته‌اند.»
زبان ارمنی را می‌توان به دو دورهٔ کلی تقسیم کرد:
- الف: دورهٔ گفتاری (دورهٔ قبل از ابداع الفبای ارمنی)، یعنی از قدیم‌ترین روزگار تا سال ۴۰۴ م.
- ب: دورهٔ نوشتاری (دورهٔ بعد از ابداع الفبای ارمنی)، یعنی از ۴۰۴م تا به امروز.

از دورهٔ گفتاری اطلاعات زیادی در دست نیست. دورهٔ نوشتاری به سه دورهٔ اصلی و چندین دورهٔ فرعی تقسیم می‌شود. سه دورهٔ اصلی عبارت‌اند از:

دورهٔ باستان یا «گرابار»، دورهٔ میانه یا کیلیکیه، و دورهٔ جدید معاصر یا «آشخارهابار». در تمام این دوره‌ها، زبان ادبی، به‌ عنوان بزرگ‌ترین گونهٔ زبان ارمنی در درجهٔ اول اهمیت قرار دارد.
در اینجا باید متذکر شد که زبان ادبی جدید یا معاصر خود به دو بخش تقسیم می‌شود:
- زبان ادبی شرقی
- زبان ادبی غربی

## دوره‌های زبان ارمنی

### دورهٔ ارمنی باستان یا «گرابار»
این دوره به سه دورهٔ فرعی تقسیم می‌شود.
دورهٔ ارمنی متأثر از گرابار کلاسیک (نیمهٔ اول سدهٔ پنجم)
در این دوره، گونه‌های گفتاری و نوشتاری یکی است و گرایشی به سبک آشوری (سریانی) در زبان پدیده آمده ‌است که دلیل آن تماس نزدیک میان روحانیون آشوری و ارمنی، ترجمهٔ بعضی از متون آشوری به ارمنی، نزدیکی روابط فرهنگی و مذهبی، و اعزام روحانیون برای تحصیلات عالیه به آن سرزمین بوده ‌است. از آثار این دوره می‌توان تاریخ ارمنستان، اثر موسس خورناتسی و تاریخ ارمنستان، اثر قازار پاربتسی را نام برد.
دورهٔ بعد از ارمنی باستان (سده‌های ششم تا هفتم)
در این دوره گونه ادبی از گونه گفتاری فاصله بیشتری می‌گیرد، ولی از تأثیر آن برکنار نیست. علت به‌وجود آمدن این فاصله از یک طرف گرایش به سبک و مکتب ادبی یونانی است و از طرف دیگر تضعیف تأثیر زبان نوشتاری بر زبان گفتاری است. از آثار این دوره می‌توان از تاریخ، اثر «سبئوس» نام برد.
دورهٔ پیش از ارمنی میانه (سده‌های هشتم تا یازدهم)
در این دوره فاصلهٔ مابین زبان ادبی و زبان گفتاری زیادتر شده ‌است و سعی نویسندگان بر این است که از زبان گفتاری دوری جویند و اصالت زبان ادبی «گرابار» را حفظ کنند که این خود نشانه آگاهی آنان است. در این دوره به علت استقرار و استیلای اعراب به مدت دو سده (از سده هفتم تا نهم) در ارمنستان، واژه‌های عربی وارد زبان ارمنی شده ‌است، ولی در آثار نویسندگان گرایش به کاربرد واژه‌های یونانی و سبک یونانی هنوز دیده می‌شود. در این دوره تفاوت بین گونه‌های زبان ارمنی عمیق‌تر شده ‌است.

### دورهٔ میانه
در این دوره زبان گفتاری همپایه زبان ادبی می‌شود. اساس زبان ادبی دوره میانه گویش ارمنی منطقه کیلیکیه است، لیکن گویش‌های دیگر نیز در آن بی تأثیر نبوده ‌است. البته در این دوره، گرابار نیز اهمیت خود را حفظ کرده ‌است. بدین نحو که زبان دوره میانه به عنوان زبان مکاتبات رسمی، احکام دولتی، نوشته‌های علمی، هنری، تاریخی و زبان گرابار به عنوان زبان کتابت در مراسم دینی و بعضی از تحقیقات علمی در زمینهٔ فلسفه و منطق به‌کار می‌رود. از نمونه‌های سبک این دوره می‌توان به آثار «ماتئوس اورهایتسی» اشاره کرد.

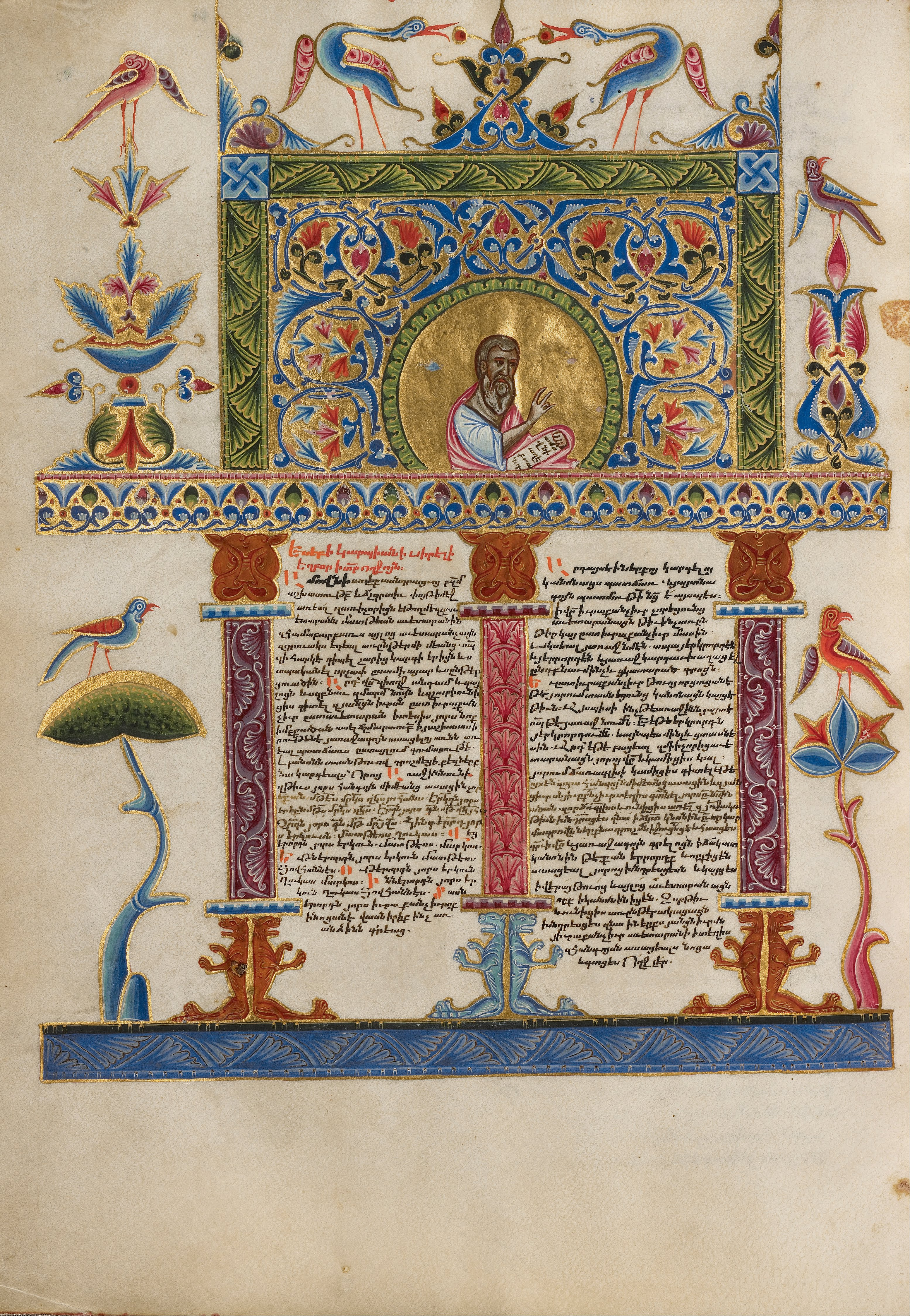
کتاب انجیل تذهیب‌کاری‌شده

زبان گرابار این دوره را می‌توان به دو بخش تقسیم کرد:
- الف: سبک نوشتاری گرابار قدیم که گونه‌ای پیچیده و دارای واژه‌های یونانیِ فراوان است.
- ب: سبک نوشتاری جدید که گونه‌ای به‌نسبت ساده‌تر و دارای واژه‌های جدیدتر است.

### دورهٔ جدید
زبان این دوره به آشخارهابار معروف است و زبان ادبی آن زبان ادبی جدید یا «آشخارهابار ادبی» نامیده می‌شود. در این دوره گرابار منحصر به کتاب‌های دینی و مراسم مذهبی است. مسروپ تاقیادیان از نویسندگان این دوره و یکی از آثار وی تاریخ ایران است.
الفبای ارمنی را که در حدود ۱۶۰۰ سال از ابداع آن می‌گذرد و دارای ۳۸ حرف است (دو حرف آخر آن، یعنی O و F بعدها اضافه شده ‌است و پیش از آن، O را به شکل Av می‌نوشتند)، مسروب ماشتوتس در اوایل سدهٔ پنجم ابداع کرد و از نظر مصوِّت‌ها شباهت زیادی به زبان یونانی دارد.
خط ارمنی از چپ به راست نوشته می‌شود. بعد از ابداع حروف الفبای ارمنی، ترجمه از متون یونانی و آشوری شروع شد و اولین ترجمه‌ها نیز ترجمه‌هایی از انجیل بود. یکی از ترجمه‌های انجیل که به یاری سی تن از مترجمان و زبان دانان آن زمان صورت پذیرفت به‌دلیل کامل و رسا بودن در سطح عالی قرار گرفت و ملکه ترجمه‌ها نامیده شد.
همزمان با ترجمه انجیل، ترجمه‌های فراوانی از زبان یونانی و سریانی به زبان ارمنی انجام گرفت که متن اصلی تعدادی از آن‌ها امروزه در دسترس نیست و از بین رفته‌ است، در حالی که ترجمه ارمنی آن‌ها موجود است.
در ۱۹۲۰م زبان شناسان ارمنی به پیروی از شعار «همه چیز باید نو شود» به منظور آسان سازی املای ارمنی، به فکر تغییر املای این زبان و انطباق خط یا تلفظ بیفتند.
آوانگار بودن الفبای ارمنی دوره باستان از یک نظر نیز بسیار حایز اهمیت است و آن محفوظ نگه داشتن تلفظ درست واژه‌های فارسی باستان، پهلوی و پارتی است که با واژه‌های ارمنی هم ریشه‌اند. این امر کمک بزرگی است برای زبان شناسان ایرانی که در تحقیقات خود به دنبال یافتن تلفظ درست واژه‌های فارسی باستان یا پهلوی و پارتی هستند که به فارسی کنونی نرسیده یا صورت آن‌ها تغییر یافته ‌است.

## اقتباس زبان ارمنی از زبان‌های ایرانی
اقتباس زبان ارمنی از زبان‌های ایرانی بیشتر به زبان پهلوی اشکانی در دوره اشکانیان بازمی‌گردد. بعضی از کلمات پهلوی اشکانی یا ساسانی در زبان ارمنی حفظ شده و هنوز به کار برده می‌شوند. همچنین این کلمات و تشابه زبان ارمنی در زبان‌های هم خانواده با زبان پارتی قابل مشاهده است.
تعدادی واژه در زبان ارمنی وجود دارد که مشابه آن در زبان پهلوی موجود است که اکنون نیز در زبان‌های هم خانواده با زبان پهلوی (پارتی) قابل مشاهده است. زبان ارمنی امانت دار صدیقی برای این واژه‌های اصیل پهلوی بوده‌ است.
| در زبان فارسی | در زبان پهلوی  | در زبان ارمنی |
| ------------- | -------------- | ------------- |
| بوزینه        | کپیک           | گاپیگ         |
| پرداختن (پول) | ویچار          | وجار          |
| حکم           | ویجیر          | وجیر          |
| خرما          | آرماو          | آرماو         |
| خطر           | ویتانگ         | ودانک         |
| سفیر          | دسبان          | دسبان         |
| قدرت          | اوژ            | اوژ           |
| قرمز          | کارمیر         | کارمیر        |
| مرز           | ساهمان         | ساهمان        |
| ملت           | آزگ            | آزگ           |
| زمانه         | ژمانک          | ژاماناگ       |
| نامه          | نامک           | ناماگ         |
| نیزه          | نیزک           | نیزاگ         |
| افسوس         | اَپسوس          | آپسوس         |
| پیکار         | پَتکار          | بایکار        |
| دشوار         | دوشخوار،دوشوار | دژوار         |

## نام‌های ارمنی
تعدادی از نام‌های ارمنی یا ریشه در زبان‌های ایرانی دارند یا از نام‌های اصیل ایرانی که در دوره پادشاهی هخامنشی، اشکانی و ساسانی به‌کار می‌رفته وام گرفته شده‌اند. ارمنیان با انتخاب نام‌های اصیل ایرانی و گذاشتن این نام‌ها بر فرزندان خود مانع از میان رفتن و فراموش شدن این نام‌ها شده‌اند.
- آرداشس، از نام‌های پهلوی، به معنی فرمانروایی کردن
- آرداگ، از نام‌های پهلوی، مأخوذ از نام‌های آرداوازد و آرداوان
- آرداوازد، از نام‌های پهلوی، به معنی کسی که بی گناهی‌اش ثابت شده‌ است.
- آرداواز، نام فرمانده ارمنستان در زمان هخامنشیان.
- آروسیاگ، از نام‌های معمول در زمان اشکانیان. نام ستاره زهره است.
- آرشاک، در زبان اوستایی به معنی دلیر یا مرد است؛ و نام یکی از بزرگان پارت، بنیان‌گذار شاهنشاهی اشکانی بوده‌است.
- آرشاویر، نام دیگر فرهاد چهارم پادشاهی اشکانی است.
- آشخن، از نام‌های پهلوی، به معنی کبود رنگ یا سبز رنگ.
- آنوش، به معنی بی مرگ، جاویدان، شیرین
- آنوشاوان، در زبان پهلوی به معنی روح جاویدان.
- خورن، نام‌های اشکانی است به معنی خورشید.
- زاون، به معنی یاری دهنده. یاور
- سورن یا سورین، این نام از ریشه زبان اوستایی است به معنی دلیر و توانا.
- شاهن، از نام‌های ایرانی، به معنی باز سفید و نام یکی از بزرگترین سرداران ایران در زمان خسرو پرویز بوده‌است.
- گارن، از نام‌های اشکانی بوده‌ است.
- گورگن، از نام‌های پهلوی، به معنی گرگ شجاع.
- نِرسِس، نام فرشته و ایزد حامی وحی بوده‌ است.
- نوبار، به معنی نوبر و میوه تازه رسیده.
- نائیری، به معنی زن نیکوکار و یزدان‌پرست. (از نام‌های بسیار رایج در میان زنان ارمنی است) واژه اوستایی که برای بانوان پارسای شوهر به کار برده می‌شده ‌است؛ یا نائیرکا
- وارداپت، این نام در کتیبه شاپور یکم بر کعبه زرتشت آمده، و نام دیگر بغدات است. در زبان ارمنی به روحانیی که مقام خلیفگی داشته باشد وارداپت گفته می‌شود.
- وازگن، از نام‌های اشکانی به معنی فاتح است.
- واهان، از نام‌های اشکانی است. به معنی سپر. نام بیست و هفتمین روز از ماه ارمنیان باستان بوده ‌است.
- هامو، کوتاه شده هامازاسب، از نام‌های اشکانی. به معنی (کسی که اسب‌های فراوان دارد)
- هایرابد، به معنی سرکرده کلیسا یا یکی از مقامات کلیسا است.
- یرواند، از نام‌های پهلوی و به معنی سریع است.

## یادداشت
1. ↑  Armenian has no legal status in Samtske-Javakheti, but it is widely spoken by its Armenian population, which is concentrated in Ninotsminda and Akhalkalaki districts (over 90% of the total population in these two districts). There were 144 state-funded schools in the region as of 2010 where Armenian is the main language of instruction.
2. ↑  The Lebanese government recognizes Armenian as a minority language, particularly for educational purposes.
3. ↑  In education, according to the پیمان لوزان
4. ↑  Various state government agencies in California provide Armenian translations of their documents, namely the California Department of Social Services,[۲] California Department of Motor Vehicles,[۳] California superior courts.[۴] In the city of گلندیل (کالیفرنیا), there are street signs in Armenian.[۵][۶]